# (22297) 1989 WA1
1989 دابليو أي 1 (ويعرف أيضًا باسم (22297) 1989 دابليو أي 1 وفق تسمية الكوكب الصغير) (بالإنجليزية: 1989 WA1)‏ هو كويكب ضمن حزام الكويكبات؛ وترتيبه 22297 من حيث الاكتشاف.
اكتُشف هذا الجُرم الفلكي بواسطة Toshimasa Furuta ‏ في 21 نوفمبر 1989.

## وصلات خارجية
- (22297) 1989 WA1 في قاعدة بيانات مختبر الدفع النفاث لأجرام النظام الشمسي الصغيرة

- الاكتشاف · مخطط المدار ·  العناصر المدارية · المعلمات المادية

- (22297) 1989 WA1 على موقع ويكي سكاي: DSS2, SDSS, GALEX, IRAS, Hydrogen α, X-Ray, Astrophoto, Sky Map, Articles and images